# Ordonnances du Gouvernement provisoire de la République française relatives à l'épuration
Les ordonnances du Gouvernement provisoire de la République française relatives à l'épuration ont notamment créé des juridictions d’exception et un état juridique nouveau, l’état d’indignité nationale, pour les personnes jugées coupables de collaboration.

## Ordonnance du 26 juin 1944
L’ordonnance du 26 juin 1944, intitulée Ordonnance du 26 juin 1944 relative à la répression des faits de collaboration comporte un seul titre, et 36 articles. Elle corrige l’ordonnance du 18 août 1943, l’augmente et rend l’épuration possible en France. Elle est publiée au Journal officiel (JO) du Gouvernement provisoire de la République française (GPRF) à Alger le 6 juillet 1944.
L’article premier indique l’objet de l’ordonnance : juger les infractions commises entre le 16 juin 1940, jour où le maréchal Pétain devient président du Conseil, et le moment de la Libération, en vertu des lois en vigueur au 16 juin 1940, « nonobstant toute législation en vigueur » (article 1). Ainsi, dans ce texte le GPRF nie de fait toute la législation du gouvernement de Vichy, comme il le fit de manière encore plus précise dans l’ordonnance du 9 août 1944 relative au rétablissement de la légalité républicaine sur le territoire continental.
L’article deux donne aux résistants, et aux troupes alliées le même statut légal que l’armée française. Ce qui permet d’accuser d’intelligence avec l’ennemi et de trahison (articles 75 et suivants du code pénal) les miliciens, et les auxiliaires de la police allemande, entre autres.
Le troisième article absout ceux qui ne font qu’obéir à des ordres, sans aucune « initiative personnelle ». Mais le texte précise bien que les décrets-lois de l’« autorité de fait se disant gouvernement de l’État français » ne peuvent servir de justificatif légal (« au sens de l’article 327 du code pénal » précise le texte) aux actions des donneurs d’ordres, ni aux délateurs, même ceux qui étaient rétribués.
Le sixième article précise que la cour de justice créée pour juger des faits de collaboration fonctionne comme une cour d’assises. Ainsi il n’existe pas d’appel. L’article vingt-cinq indique que le condamné a vingt-quatre heures pour se pourvoir en cassation. En cas de rejet, le dernier recours est la grâce présidentielle (article 30).

## Ordonnance du 28 novembre 1944
L’ordonnance du 28 novembre 1944 (« portant modification et codification des textes relatifs à la répression des faits de collaboration ») abroge celle du 26 juin. Elle en reprend une partie, la modifie et la complète de façon importante. Elle comporte 6 titres et 83 articles, et est signée Jules Jeanneney.
L’article premier de l’ordonnance du 28 novembre 1944 contient les mêmes dispositions que celui de l’ordonnance du 26 juin 1944 avec une innovation : la cour de justice étend sa compétence aux actions révélant « l’intention de leurs auteurs de favoriser les entreprises de toute nature de l’ennemi » antérieures au 16 juin 1940.  
Le reste du texte expose « la composition et la formation de la cour de justice » (Titre II), « l’instruction et [..] la poursuite devant la cour de justice » (Titre III), « la procédure devant la cour de justice » (Titre IV), le « pourvoi en cassation et [le] recours en grâce » (Titre V), les « peines applicables et [..] leur exécution » (Titre VI), sans apporter de modifications de fond à l’ordonnance du 26 juin 1944. Cependant après la création des chambres civiques des cours de justice (ordonnance du 26 août 1944) le texte reprend la notion d’indignité nationale. L’article 79 indique : « Toute condamnation mettra le condamné en état d’indignité nationale ».

## Ordonnances du 26 août 1944, du 30 septembre 1944, du 26 décembre 1944, du 9 février 1945

### Indignité nationale
Afin d'éviter que les collaborateurs ne puissent occuper des postes à responsabilités, il faut pouvoir leur en limiter l’accès. La « nécessité d’une purification de la patrie » oblige alors à tenir compte de ce que l’on peut appeler la collaboration « diffuse ». Car la loi ne définit pas toutes les formes de collaboration, et sans enfreindre directement la loi des personnes ont soutenu les idées totalitaires. L’ordonnance du 26 août 1944 vise à compléter la liste des crimes relevant de la collaboration et instaure un état d’« indignité nationale ». Par l’adhésion à des partis collaborationnistes, la diffusion des idées nazies ou vichystes, des Français se sont mis en état d’indignité nationale au sens de l’ordonnance.
Les chambres civiques des cours de justice sont chargés de déclarer les personnes mises en cause en indignité nationale ou pas. Lorsque l’accusé est mis en état d’indignité nationale il est condamné à une peine de « dégradation nationale », ce qui entraîne une série de « déchéances : privation des droits civiques, destitution des fonctions, dégradation militaire, incapacités d’ordre professionnel et syndical, interdiction de séjour ». La peine est infligée pour une durée donnée, à temps, ou pour toujours, à perpétuité. L’indignité sert de peine complémentaire dans les cours de justice, alors qu’elle est la peine principale dans les chambres civiques.
La loi prévoit d’« interdire à certains individus diverses fonctions électives économiques et professionnelles qui donnent une influence politique à leurs titulaires », écartant ceux qui ont mal choisi leur camp de la haute fonction publique, comme des mandats syndicaux et politiques. Les notions de « citoyen indigne » ou de « pratiques antinationales » montrent la volonté d’entreprendre une épuration politique au sens propre du terme.

### Ordonnance du 26 août 1944
L’article premier dresse une liste d’actions relevant de l’indignité nationale et donc d’acteurs : les membres des gouvernements de l’« autorité de fait », les responsables du ministère de la Propagande et du Commissariat général aux questions juives, les adhérents au 16 juin 1940 des partis ou organismes collaborationnistes, les organisateurs de « manifestations artistiques économiques ou politiques [...] en faveur de la collaboration », et toute personne ayant par écrit ou par la parole devant public fait l’apologie des Allemands, « du racisme ou des doctrines totalitaires ».
L’article 2 crée les « sections spéciales » (qui changeront de nom pour devenir les chambres civiques) des cours de justice chargés d’instruire et de juger les affaires relevant uniquement de l’indignité nationale. Cet article permet à l’accusé de se prévaloir d’avoir racheté ses fautes par des actions ultérieures pour la Résistance, et ainsi, d’être acquitté.
De plus les articles 9 et 10 précisent les incapacités (incapacité à travailler pour la justice ou être témoin ou juré, à travailler dans l’enseignement ou être tuteur, à diriger un média, à travailler dans le secteur bancaire et des assurances, à participer à un organisme représentant  des travailleurs) et les modalités d’interdiction de séjour.
Par la suite, 3 ordonnances viennent modifier les dispositions établies dans celle du 26 août 1944.

### Ordonnance du 30 septembre 1944
La courte ordonnance du 30 septembre 1944, six articles, modifiant celle du 26 août 1944, a deux fonctions :
- changer le nom de la « section spéciale » créée au sein des cours de justice pour instruire et juger les cas relevant de l’indignité nationale, qui devient la chambre civique ;
- modifier les sanctions possibles en ajoutant « la confiscation de tout ou partie des biens de la personne déclarée coupable ».

### Ordonnance du 26 décembre 1944
L’ordonnance du 26 décembre 1944 abroge celle du 26 août 1944. Elle comprend vingt-neuf articles, elle est plus précise et plus fonctionnelle que la précédente, notamment pour la procédure.
Elle modifie la liste des partis et organismes collaborationnistes pour n’inclure que ceux ayant eu une réelle audience. La date d’adhésion valant accusation devient le 1er janvier 1941, y compris pour le P.P.F., le Parti franciste et le M.S.R.

### Ordonnance du 9 février 1945
La législation sur l’« indignité nationale » est complétée par l’ordonnance du 9 février 1945. Son but est de « suspendre provisoirement l’exercice des droits de vote, d’élection et d’éligibilité » pour les personnes ayant une affaire en instruction à la chambre civique. La décision est prise sur requête du commissaire de la République.
Cette pratique préventive vise à débarrasser les listes de vote des éléments les plus compromis n’ayant pas encore été jugés à l’approche des élections municipales.

## Autres ordonnances
L’épuration est l’occasion de produire de nombreux textes catégoriels, dont voici quelques exemples : 
- ordonnance du 12 novembre 1944 relative à l’épuration des conseils d’administration et du personnel des organismes d’assurances sociales, de mutualité et de prévoyance ;
- ordonnance du 18 janvier 1945 relative à l’épuration des médecins, dentistes, et sages-femmes ;
- ordonnance du 2 février 1945 complétant celle du 16 octobre 1944 à l’intention du personnel des coopératives ;
- ordonnance du 17 février 1945 relative à l’épuration des professions d’artiste dramatique et lyrique, et des musiciens exécutants ;
- ordonnance du 5 mai 1945 relative à la poursuite des entreprises de presse, d’édition, d’information et de publicité coupables de collaboration avec l’ennemi.

## Ressources